# Toconao
Toconao es una localidad ubicada al este de la región de Antofagasta, norte de Chile.
Se ubica en el borde noreste del salar de Atacama, en una pequeña vega al extremo noroeste del cordón de Puntas Negras, el cual es un ramal occidental de la cordillera Domeyko. El pueblo, que forma parte de la comuna de San Pedro de Atacama, se halla a 2475 m s. n. m., hacia las coordenadas: 23°11′S 67°59′O / -23.183, -67.983 y lo recorre la ruta 23-CH, que atravesando por el Paso de Sico comunica con San Antonio de los Cobres, en la provincia de Salta (Argentina).

## Toponimia

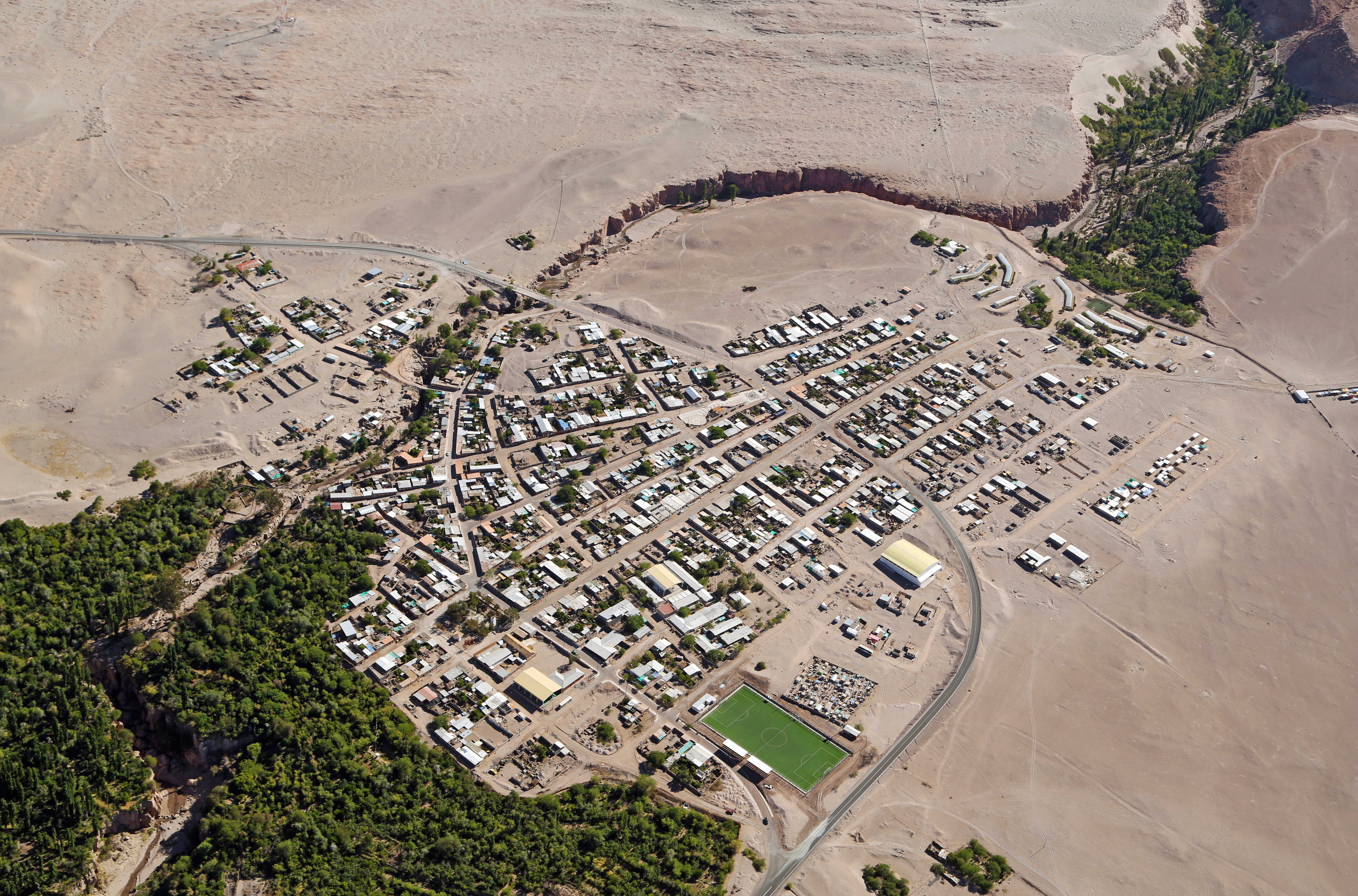
Vista aérea de Toconao.

El nombre Toconao significa lugar de piedras, y viene de las palabras kunza tocknar, que significa piedra, y ao, lugar.

## Población
Según el censo de 2017, la localidad de Toconao contaba con 647 habitantes permanentes, de los cuales 321 son hombres y 326 son mujeres. 568 toconares se identifican con un pueblo indígena u originario, principalmente atacameños, y 36 se reconocen como inmigrantes.
En 2006 se estableció una comunidad indígena atacameña autodenominada Comunidad Ancestral Lickanantai de Toconao, amparada bajo la Ley Indígena chilena N° 19.253 y legislaciones internacionales sobre pueblos ancestrales y originarios de las Naciones Unidas, y ligada a los derechos humanos.

## Historia

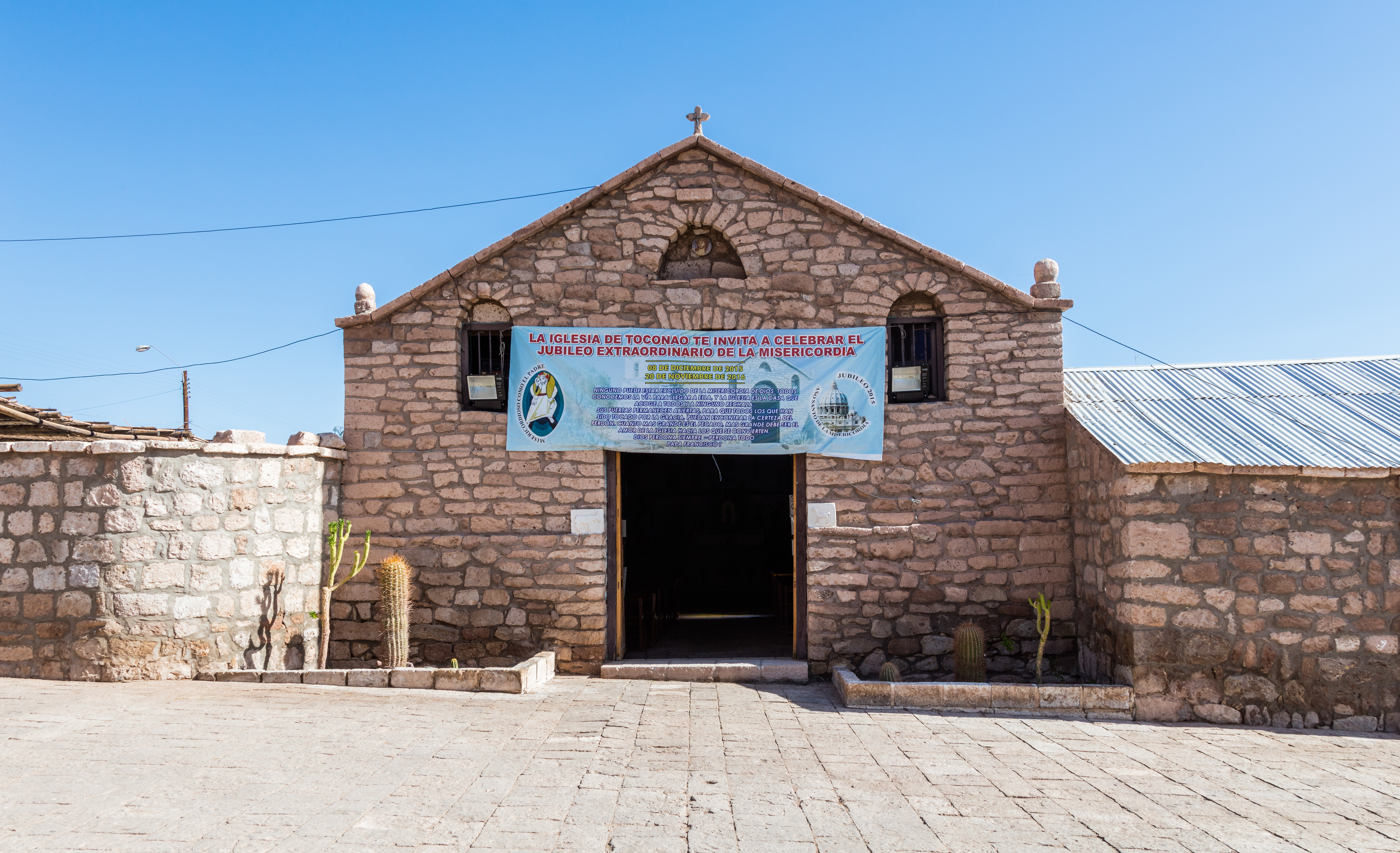
Iglesia de San Lucas, Toconao.

De acuerdo a hipótesis y datos científicos, el sector ancestral de Toconao tiene una data de vida humana —calculada a partir de restos— de más de 12 000 años, existiendo vestigios de desarrollo humano que superan los 10 000 años de antigüedad en los sectores altos lickanantai.
El lugar de los pueblos ancestrales lickanantai abarca toda una extensión de la precordillera y cordillera de los Andes y en los sectores cercanos al salar de Atacama.
Su agricultura era de supervivencia, lo que acrecentó su espíritu independiente y que se mantiene hasta el día de hoy entre los toconares.
Durante la madrugada del 13 de febrero de 2012 ocurrió un alud en Toconao. El desastre se produjo luego del rebalse en un tranque cercano al pueblo, producto de las lluvias del temporal originado por el invierno altiplánico. En cuestión de minutos un torrente de agua y barro arrasó con varias casas del sector.

## Geografía
Toconao, es un oasis ubicado en la parte oriente de la cuenca del Salar de Atacama, que gracias a la pureza del agua, permite el cultivo de todo tipo de frutas, algunas especies nativas y otras traídas por los conquistadores españoles.
Sus frutos se destacan por su alto contenido de ácido ascórbico (vitamina C), que se debe a sus tierras agrícolas regadas por ríos de menor caudal provenientes de la cordillera y que desembocan en el salar.
Frente a su plaza se ubica la Iglesia y Campanario de San Lucas, que datan originalmente del siglo XVIII. Aunque fueron reconstruidos después de terremotos e incendios, conservan su encanto y ambos fueron declarados Monumento Nacional. Son cuidados actualmente por la congregación de monjas de la orden Jesús Verbo y Víctima.
La actividad del pueblo se basa en la talla de diversas esculturas de piedra volcánica, y miniaturas de los mismos, que, son extraídas de una cantera propia de la Comunidad Indígena . 
En forma de costumbre heredada, se cultivan los huertillos familiares pertenecientes a los comuneros, Otra parte de la población trabaja en la minería no metálica de las explotaciones del gran salar, entre otros extracción de litio, bórax, yodo, salitre etc. explotadas por la empresa SQM y con la cual la comunidad ha mantenido negociaciones y conflictos relacionados con las aguas y la sobreexplotación que puede sufrir el salar, lo cual haría peligrar la fauna nativa del sector y que esta fuertemente arraigada en las ceremonias y compromiso ecológico y de supervivencia en el futuro de otros proyectos de la comunidad.

## Pueblo blanco
Toconao se destaca por el ordenamiento que le dieron los antiguos pobladores a su pueblo y la cultura heredada del cuidado de las especies y medioambiente. Es un pueblo construido enteramente de piedra liparita que entre sus bondades, mantiene temperado el interior, independiente de la estación climática.
Para los lickanantai, los animales son sus hermanos menores; el agua es su hermana, la tierra su vientre natural, este tipo de educación cultural es traspasada religiosamente de padres y madres a sus hijos y así sucesivamente de generación en generación.

## Turismo
La comunidad organizada en forma legal ha establecido la autoadministración de todo evento relacionado con turismo y es precursora de esta fórmula exitosa, Los mismos comuneros se capacitan en agroturismo, etnoturismo y ecoturismo por lo que los visitantes encontraran la voz oficial de la comunidad Indígena al visitar su entorno.
Actualmente, la comunidad autoadministra las zonas de Jere, Laguna Chaxa (lagunas) y Pujsa (Puxza).

## Difusión de su cultura
La comunidad indígena lickanantai de Toconao, ha establecido medios de comunicación y difusión de su cultura propios a través de una radio que emite en la frecuencia 102.9 FM. Gracias al alto contenido de cristales en la arena —pirita, litio y cuarzo—, permite difundir su mensaje a más de 130 km desde su modesta base. La comunidad escoge entre sus comuneros a los que se turnan para mantener firme el sistema radial y es considerada la voz oficial de las comunidades ancestrales lickanantai-atacameñas.

## Tradiciones
Entre su calendario de festividades y recuerdos está en octubre San Lucas patrono del pueblo, febrero el carnaval, que reúne el agradecimiento de la cosecha frutal con el inicio de cuaresma de la Iglesia católica. También se celebra la fiesta de la Virgen del Carmen el 16 de julio.
Los toconares centran especial atención para que sus hijos se eduquen, lo que se ha traducido en conseguir ser el pueblo con más alta cantidad de profesionales per cápita entre los pueblos rurales de Chile. Entre estos profesionales se cuentan arquitectos, abogados, sociólogos, psicólogos, médicos, matronas, enfermeras, profesores, ingenieros etc. Todos concurren a las celebraciones del pueblo y regularmente apoyan a sus propias familias que se han quedado en Toconao.